# Perizoma puella
Perizoma puella är en fjärilsart som beskrevs av Thierry-mieg. Perizoma puella ingår i släktet Perizoma och familjen mätare. Inga underarter finns listade i Catalogue of Life.